# Куршум
Вижте пояснителната страница за други значения на Куршум.
Куршум (от тур. – олово) е поразяващият елемент на огнестрелно оръжие. Понякога грешно куршумите са наричани патрони, но куршумът е една от четирите части на патрона и не съдържа взривно вещество. Проектилът (куршумът) поразява целта най-вече с отдадената енергия.
Куршумите са твърде разнообразни по големина и форма предвид предназначението си, но най-общо се делят на обикновени и специални. Куршумите имат обтекаема форма, за да летят добре във въздуха. Отпред биват сферични, овални, конусни и др. Също така биват облечени (меден или стоманен корпус вътре с олово за тежест) или голи, представляващи оловна отливка от специална форма или произведени чрез специализиран технологичен процес.
Първоначално създадените куршуми са оловно малко топче, което се изстрелва с помощта на прашка. В действителност проектилите за прашка са с вретеновидна форма, а не сферични. С откриването на взривните вещества, тези оловни топчета се слагат в огнестрелни оръжия и се изстрелват вследствие на взривното горене. Горенето на барутния заряд създава газове с 300 пъти (за димен барут) и 900 (за бездумен) пъти по-голям обем в сравнение с този на заряда в затвореното пространство на оръжието. В резултат на създаденото много високо налягане куршумът се изхвърля с висока скорост.
Огнестрелното оръжие може да се разглежда като двигател с вътрешно горене с невъзвратим ход на буталото и се подчинява на същите закони.
Ефективността от поражението на куршума се определя най-вече от носената от него енергия, свързана с масата и скоростта на движение при попадане в целта. Голяма, но случайна е, когато се засегнат жизненоважни органи или се прекратят жизненоважни функции в поразения организъм. Обикновено скорост на куршума при поразяване над 220 – 250 м/с е смъртоносна. Най-общо казано куршуми с голям калибър 10 – 20 мм и ниска скорост 300 – 500 м/с поразяват заради отдадената изцяло енергия, докато куршуми с много висока скорост над 800 – 1000 м/с и много малка маса (само няколко грама) – заради хидродинамичния шок, т.е. притискането на нервните тъкани при живи организми. За поражения върху техника принципите са съвсем противоположни – т.е. бърз стреловиден куршум като от АО-27 няма никакъв ефект даже върху лекобронирана машина/лека кола, докато волфрамови стреловидни проектили пробиват танкова броня само за сметка на кинетичната енергия, без да бъдат спрени от активна защита срещу кумулативни заряди.
От началото на 16. до началото на 19. век куршумите не се променят значително. Те остават сферични, като се мени само големината им. Един от първите куршуми, променил историята, е куршум на Миние.
Първите куршуми с форма на конус датират от 1823 година.

## Гумени куршуми
Куршуми, изработени от гума, се използват заради високото им спиращо действие при т.нар. травматично оръжие.